# عشقة كنارية
عَشْقَة كَنارية (الاسم العلمي: Hedera canariensis)، جنبة سبروتية ليفية متسلقة تطول من 20 إلى 30 سم. تستوطن ساحل المحيط الأطلسي في جزر الكناري وشمال إفريقيا. واسمها الشائع هو لبلاب الكناري.